# Herb gminy Wierzbica (powiat radomski)

Herb gminy Wierzbica w latach 1990-2013

Herb gminy Wierzbica – jeden z symboli gminy Wierzbica.

## Wygląd i symbolika
Herb przedstawia na tarczy w polu czerwonym srebrną różę podwójną. Jest to godło z herbu Poraj.

## Historia
Wierzbica otrzymała magdeburskie prawa miejskie w 1469 r. od króla Kazimierza IV Jagiellończyka.  Wraz z tymi prawami, Wierzbica otrzymała herb – w polu czerwonym srebrną różę podwójną. Najstarszy odcisk pieczęci Wierzbicy zachował się na dokumencie z 1570 r. Według Mariana Gumowskiego styl i kształt liter w otoku świadczą, że pieczęć tę wykonano w XIV wieku. Wierzbica straciła prawa miejskie w 1869 r. W 1990 r. gmina powróciła do historycznego herbu miasta. W 2013 r. wykonano nowe opracowanie plastyczne herbu, autorstwa Alfreda Znamierowskiego.